# Libération-Nord
Libération-Nord fue uno de los principales movimientos de la Resistencia francesa en la zona septentrional ocupada durante la Segunda Guerra Mundial y una de las ocho grandes redes del Consejo Nacional de la Resistencia (CNR).
Surgido alrededor del periódico clandestino Libération-Nord creado en diciembre de 1940, se transformó en movimiento de resistencia en torno a Christian Pineau y el equipo del Manifeste des douze, en noviembre de 1941, integrado por la Confederación General del Trabajo francesa no comunista, la Confédération française des travailleurs chrétiens y la Sección Francesa de la Internacional Obrera clandestina.
En 1942, se crearon dos redes de resistencia a partir Libération-Nord, bajo el control del servicio de espionaje francés Bureau central de renseignements et d'action (Oficina central de información y acción) (BCRA):
- La red Phalanx, en la zona meridional (Christian Pineau)
- la red Cohors-Asturies, en la zona septentrional.

Comenzaron a organizarse grupos armados a principios de 1943, bajo el impulso del filósofo Jean Cavaillès y del coronel Zarapoff; el mismo año, en diciembre, el movimiento rechazó participar en los Movimientos Unidos de la Resistencia.

## Miembros principales
- Pierre Boursicot
- Jean Cavaillès
- Michel Collinet
- Marcel Mérigonde
- Christian Pineau
- François Tanguy-Prigent
- Coronel Zarapoff